# Miriam Zamparelli
Miriam Medina de Zamparelli (Guayama, Puerto Rico, s.f.) es una escultora de la generación del 1980, reconocida por sus proyectos en madera. Fue integrante activa de la Asociación de Mujeres Artistas de Puerto Rico.

## Datos biográficos
Miriam Zamparelli vivió y cursó sus primeros estudios en República Dominicana. Luego se trasladó a Chicago, EE.UU. donde continuó estudios superiores. Contrajo matrimonio con Reinaldo Zamparelli en 1954, radicándose en Lima, Perú y posteriormente en Bogotá, Colombia. Cursó estudios artísticos en ambas ciudades. 
En 1961, se radicó en Puerto Rico. En 1978, estudió en la Liga de Arte de San Juan con el Profesor Rolando López Dirube y, de 1979 a 1980 estudió en la Escuela de Artes Plásticas, San Juan, Puerto Rico. 
Entre 1983 y 1988, Zamparelli fue co-fundadora e integrante activa de la Asociación de Escultores de Puerto Rico. 
Entre 1978 y 1988, perteneció a la Junta de Directores de la Liga de Estudiantes de Arte de Puerto Rico, institución que presidió desde el 1985 al 1987.

## Obra
Zamparelli es mejor conocida por trabajar la escultura en madera aunque ha trabajado el mármol, hierro y el acero inoxidable. En sus proyectos experimentó con las propiedades de las maderas nativas tales como el ausubo, el guayacán y la caoba. 
Entre sus obras más reconocidas se encuentran: 
- Espectador # 1 (guayacán, 48 x 24 x 18, 1985)
- Sin título (caoba y base de acero inoxidable, 24 x 12 x 61, 1980)
- Observador II (guayacán, 24 x 12 x 12, 1980)
- Parte III (guayacán y acero inoxidable, 30 x 20, 1984)
- Sin título (cerámica sobre acero inoxidable, 36 x 48, 1980)
- Observador (guayacán, 36 x 18 x 18, 1982), Abacus II, (guayacán, caoba y acero, 72 x 48 x 36, 2002), Abacus I (guayacán, cedro y caoba, 72 x 36 x 36, 2001), Maqueta Abacus (balsa wood, 12 x 4 x 4, 2001), Grupo Rosita (acrílico sobre tela, 36 x 48, 1979), Homenaje a Derivado (caoba con tinte negro, base de acero inoxidable, 132.5 x 150 cm, 1983), Libertad total (escultura, ensamblaje, 38", 1989).

## Exposiciones individuales y colectivas (selección)
- 2006
  - "Esculturas", Galería Tamara, Puerto Nuevo, Puerto Rico
- 2003
  - Muestra Nacional de Artes Plásticas, Instituto de Cultura Puertorriqueña, Antiguo Arsenal de la Marina Española, La Puntilla, San Juan, Puerto Rico
  - El Paisaje, Galería Botello. San Juan, Puerto Rico
  - Exhibición "El Arte en Puerto Rico a través del Tiempo", Museo de Arte de Puerto Rico. San Juan, Puerto Rico
- 200l
  - Colectiva Galería Botello, Galería Botello, Hato Rey, Puerto Rico
  - Segunda Bienal de Escultura en la Industria del Acero, All Steel Manufacturing, Vega Baja, Puerto Rico

- 1990
  - "Mujeres Artistas: protagonistas de los ochenta", Museo de las Casas Reales, Santo Domingo, República Dominicana / Museo de Arte Contemporáneo de Puerto Rico, San Juan, Puerto Rico
- 1988
  - "Rebasando el Tiempo", Galería Caribe, San Juan, Puerto Rico
  - "Growing Beyond: Women Artists from Puerto Rico", Museum of Modern Art of Latin American Organization of American States, Washington, D.C., EE.UU.
  - Colectiva CitiBank Center, CityBank Center, San Juan, Puerto Rico

- 1986
  - "Catorce en Casa Blanca", Museo de Casablanca, San Juan, Puerto Rico
  - "Mujeres artistas de Puerto Rico", Museo de Bellas Artes, Instituto de Cultura Puertorriqueña, San Juan, Puerto Rico
- 1985
  - Exposición individual, Galería 59,  San Juan, Puerto Rico
  - Galería Alcaldía de San Juan, Puerto Rico
  - Certamen Ateneo Puertorriqueño, San Juan, Puerto Rico
- 1984
  - Segunda Exposición Asociación de Escultores, San Juan, Puerto Rico
  - Universidad de Lehigh, Pennsylvania, EE.UU.
  - Asociación de Mujeres Artistas, Galería Cayman, Nueva York, EE.UU.
  - "Somoza, Ruiz y Zamparelli", Recinto de Ciencias Médicas, Universidad de Puerto Rico, Río Piedras, Puerto Rico

- 1983
  - Primera Exposición Histórico Nacional de Escultores Puertorriqueños, Museo de Arte e Historia de San Juan, San Juan, Puerto Rico
  - Exhibición 20 x 15, Liga de Estudiantes de Arte de San Juan, San Juan, Puerto Rico
  - Mujeres Artistas, Ateneo Puertorriqueño, San Juan, Puerto Rico
  - "Tres mujeres artistas", Galería André, Hato Rey, Puerto Rico
  - "Women Artists from Puerto Rico", Cayman Gallery, Nueva York, EE.UU.
  - Asociación de escultores de Puerto Rico, San Juan, Puerto Rico

- 1980
  - Exposición Arte Anual, Mercantil Plaza, San Juan, Puerto Rico

- 1979
  - "Esculturas", Municipio de San Juan, Puerto Rico
- 1978
  - Cuarta Muestra de Pintura y Escultura, Ateneo Puertorriqueño. San Juan, Puerto Rico

- 1975
  - Alcaldía de San Juan, San Juan, Puerto Rico

## Colecciones
- El Nuevo Día, San Juan, Puerto Rico
- Ateneo Puertorriqueño, San Juan, Puerto Rico

## Asociaciones
- Asociación de Mujeres Artistas de Puerto Rico
- Asociación de Escultores de Puerto Rico

## Premios y distinciones
- 1992
  - Seleccionada para representar a Puerto Rico en la Exposición del Pabellón de Sevilla, Sevilla, España
- 1985
  - Primer Premio de Escultura, Ateneo Puertorriqueño, San Juan, Puerto Rico